# Eriopyga monilis
Eriopyga monilis är en fjärilsart som beskrevs av Achille Guenée 1852. Eriopyga monilis ingår i släktet Eriopyga och familjen nattflyn. Inga underarter finns listade i Catalogue of Life.